# Ruben Katanian
Ruben Katanian, (ros.) Рубен Павлович Катанян (ur. 1881 w Tyflisie, zm. 6 czerwca 1966 w Moskwie) — Ormianin, radziecki polityk.

## Życiorys
W 1906 ukończył studia na wydziale prawnym Uniwersytetu Moskiewskiego. W czasie studiów, w 1903 przystąpił do moskiewskiej grupy studenckiej SDPRR, aktywnie uczestniczył w rewolucyjnym ruchu studenckim - uczestniczył w rewolucji 1905-1907 w Moskwie. Po rewolucji prowadził działalność partyjną na Zakaukaziu. Od 1912 pozostawał pod tajnym nadzorem policji.
Przed wybuchem rewolucji październikowej praktykował jako adwokat, współpracował także z redakcjami lewicowych (socjaldemokratycznych) gazet, był członkiem redakcji Izwiestii. Po rewolucji został redaktorem gazety "Krasnyj Woin" ("Красный воин") 11 Armii w Astrachaniu, od lipca 1919 do czerwca 1920 był szefem Wydziału Politycznego i zastępcą szefa Głównego Zarządu Politycznego Armii Czerwonej, a od czerwca 1920 do października 1921 kierownikiem Wydziału Agitacyjno-Propagandowego KC RKP(b). Uczestniczył w organizacji moskiewskiej Czeka.
Od 20 stycznia do 10 kwietnia 1921 był szefem cywilnego wywiadu zagranicznego. Od 1922 pełnił funkcję konsula generalnego w Berlinie, następnie był pracownikiem Ludowego Komisariatu Finansów, zastępcą Prokuratora RFSRR, współpracownikiem Sądu Najwyższego ZSRR, starszym pomocnikiem (zastępcą) prokuratora Sądu Najwyższego ZSRR do spraw specjalnych. Występował jako prokurator w imieniu państwa na procesach politycznych.
Posiadał tytuł profesora Uniwersytetu Moskiewskiego.
W 1938 został aresztowany, w latach 1938-1948 i ponownie 1950-1955 był więziony, a od 1948 do 1950 przebywał na zesłaniu. Zrehabilitowany w 1955 z przyznaniem osobistej emerytury.

## Nagrody i odznaczenia
- Order Lenina[2];
- odznaka "Honorowy Czekista"[1].